# Scandinavian Open Road Race
La Scandinavian Open Road Race era una corsa in linea maschile di ciclismo su strada che si disputò a Vårgårda, in Svezia, tra il 1986 e il 2009 ad agosto. Dal 2005 fu inserita nel calendario dell'UCI Europe Tour come evento di classe 1.2.

## Albo d'oro
Aggiornato all'edizione 2012.
| Anno    | Vincitore             | Secondo              | Terzo            |
| ------- | --------------------- | -------------------- | ---------------- |
| 1986    | Rolf Sørensen         |                      |                  |
| 1987    | Kim Andersen          |                      |                  |
| 1988    | Søren Lilholt         |                      |                  |
| 1989    | Johnny Weltz          |                      |                  |
| 1990-96 | non disputato         | non disputato        | non disputato    |
| 1997    | Frank Høj             |                      |                  |
| 1998    | Vegard Øverås Lied    |                      |                  |
| 1999    | Martin Kryger         |                      |                  |
| 2000    | Magnus Ljungblad      |                      |                  |
| 2001    | Petter Renäng         | Julien Smink         | Jonas Ljungblad  |
| 2002    | Jonas Holmkvist       | Tobias Legard        | Gustav Larsson   |
| 2003    | John Nilsson          | James Van Landschoot | Thomas Löfkvist  |
| 2004    | Marcus Ljungqvist     | Fredrik Modin        | Jonas Ljungblad  |
| 2005    | Christofer Stevensson | Arnoud van Groen     | Jonas Ljungblad  |
| 2006    | Edvald Boasson Hagen  | Vasil' Kiryenka      | Jens-Erik Madsen |
| 2007    | Lucas Persson         | Adriaan Helmantel    | Mart Ojavee      |
| 2008    | Aleksejs Saramotins   | Ruud Fransen         | Marco Brus       |
| 2009    | Patrik Stenberg       | Patrik Moren         | Sebastian Balck  |